# Machalilla nationalpark
Machalilla nationalpark är en nationalpark i Ecuador.   Den ligger i provinsen Manabí, i den västra delen av landet, 300 km sydväst om huvudstaden Quito. Machalilla nationalpark ligger 3 meter över havet.
Terrängen runt Machalilla nationalpark är huvudsakligen kuperad, men åt sydväst är den platt. Havet är nära Machalilla nationalpark åt nordväst. Runt Machalilla nationalpark är det ganska glesbefolkat, med 47 invånare per kvadratkilometer. I omgivningarna runt Machalilla National Park växer i huvudsak städsegrön lövskog.